# Reprezentacja Czechosłowacji w piłce siatkowej kobiet
Reprezentacja Czechosłowacji w piłce siatkowej kobiet – poprzednik reprezentacji Czech.

## Osiągnięcia

### Mistrzostwa Świata
3. miejsce – 1952, 1960

### Mistrzostwa Europy
1. miejsce – 1955
 2. miejsce – 1949, 1958, 1971, 1993
 3. miejsce – 1950, 1967, 1987

## Udział w imprezach międzynarodowych

### Igrzyska Olimpijskie
| Rok  | Kraj        | Miejsce      |
| ---- | ----------- | ------------ |
| 1964 | Tokio       | brak udziału |
| 1968 | Meksyk      | 6. miejsce   |
| 1972 | Monachium   | 7. miejsce   |
| 1976 | Montreal    | brak udziału |
| 1980 | Moskwa      | brak udziału |
| 1984 | Los Angeles | brak udziału |
| 1988 | Seul        | brak udziału |
| 1992 | Barcelona   | brak udziału |

### Mistrzostwa Świata
| Rok  | Kraj           | Miejsce      |
| ---- | -------------- | ------------ |
| 1952 | ZSRR           | 3. miejsce   |
| 1956 | Francja        | 4. miejsce   |
| 1960 | Brazylia       | 3. miejsce   |
| 1962 | ZSRR           | 6. miejsce   |
| 1967 | Japonia        | brak udziału |
| 1970 | Bułgaria       | 5. miejsce   |
| 1974 | Meksyk         | 17. miejsce  |
| 1978 | ZSRR           | 12. miejsce  |
| 1982 | Peru           | brak udziału |
| 1986 | Czechosłowacja | 11. miejsce  |
| 1990 | Chiny          | brak udziału |

### Mistrzostwa Europy
| Rok  | Kraj           | Miejsce      |
| ---- | -------------- | ------------ |
| 1949 | Czechosłowacja | 2. miejsce   |
| 1950 | Bułgaria       | 3. miejsce   |
| 1951 | Francja        | brak udziału |
| 1955 | Rumunia        | 1. miejsce   |
| 1958 | Czechosłowacja | 2. miejsce   |
| 1963 | Rumunia        | 6. miejsce   |
| 1967 | Turcja         | 3. miejsce   |
| 1971 | Włochy         | 2. miejsce   |
| 1975 | Jugosławia     | 5. miejsce   |
| 1977 | Finlandia      | 5. miejsce   |
| 1979 | Francja        | 7. miejsce   |
| 1981 | Bułgaria       | 6. miejsce   |
| 1983 | NRD            | 8. miejsce   |
| 1985 | Holandia       | 4. miejsce   |
| 1987 | Belgia         | 3. miejsce   |
| 1989 | Niemcy         | 5. miejsce   |
| 1991 | Włochy         | 5. miejsce   |
| 1993 | Czechy         | 2. miejsce   |